# Nepravý oblouk

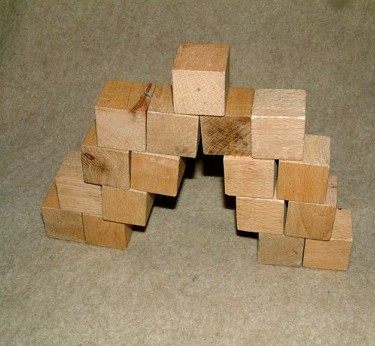
Princip nepravého oblouku

Nepravý oblouk je v architektuře pojem pro stupňovité zakončení otvoru ve zdi ve tvaru oblouku. V každé řadě zdiva jsou stavební dílce (kámen, cihla) kladeny s přesahem oproti předchozí řadě tak, aby se otvor postupně zužoval. Naproti tomu pravý oblouk je vyzděn do oblouku z klínovitě se zužujících klenáků, které tíhu přenáší do stran do pat oblouku.
Nepravý oblouk je technicky méně náročný, protože k jeho vyzdění není potřeba dočasné podpůrné bednění. Je však oproti pravému oblouku těžkopádný, umožňuje zaklenout jen užší rozpětí vysokým obloukem, aby byla zachována pevnost. Na stejné konstrukci je založená i nepravá klenba (též přečnělková klenba), stupňovitě se zužující zastropení prostoru. Také pravé klenby poskytují díky odlehčení konstrukce mnohem širší možnosti než klenba nepravá.
Nepravé oblouky a klenby se typicky vyskytují u některých neolitických a raně starověkých staveb, např. tholoi.

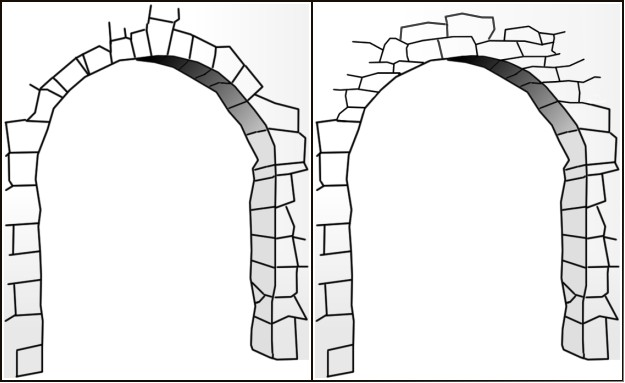
Pravý a nepravý oblouk
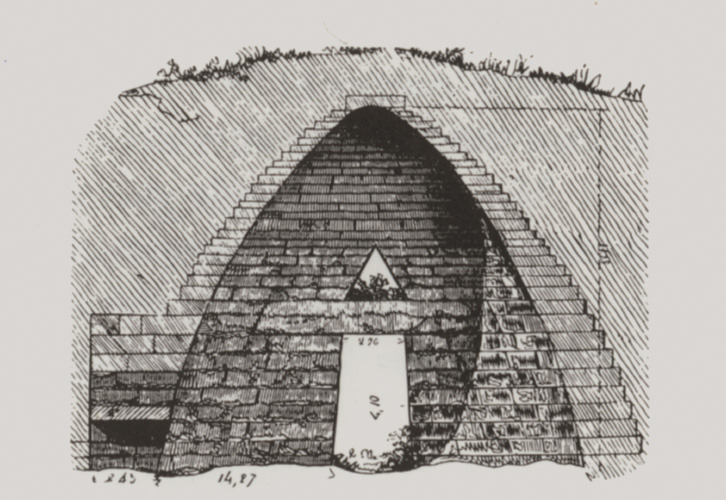
Řez Atreovou pokladnicí, tholos v Mykénách
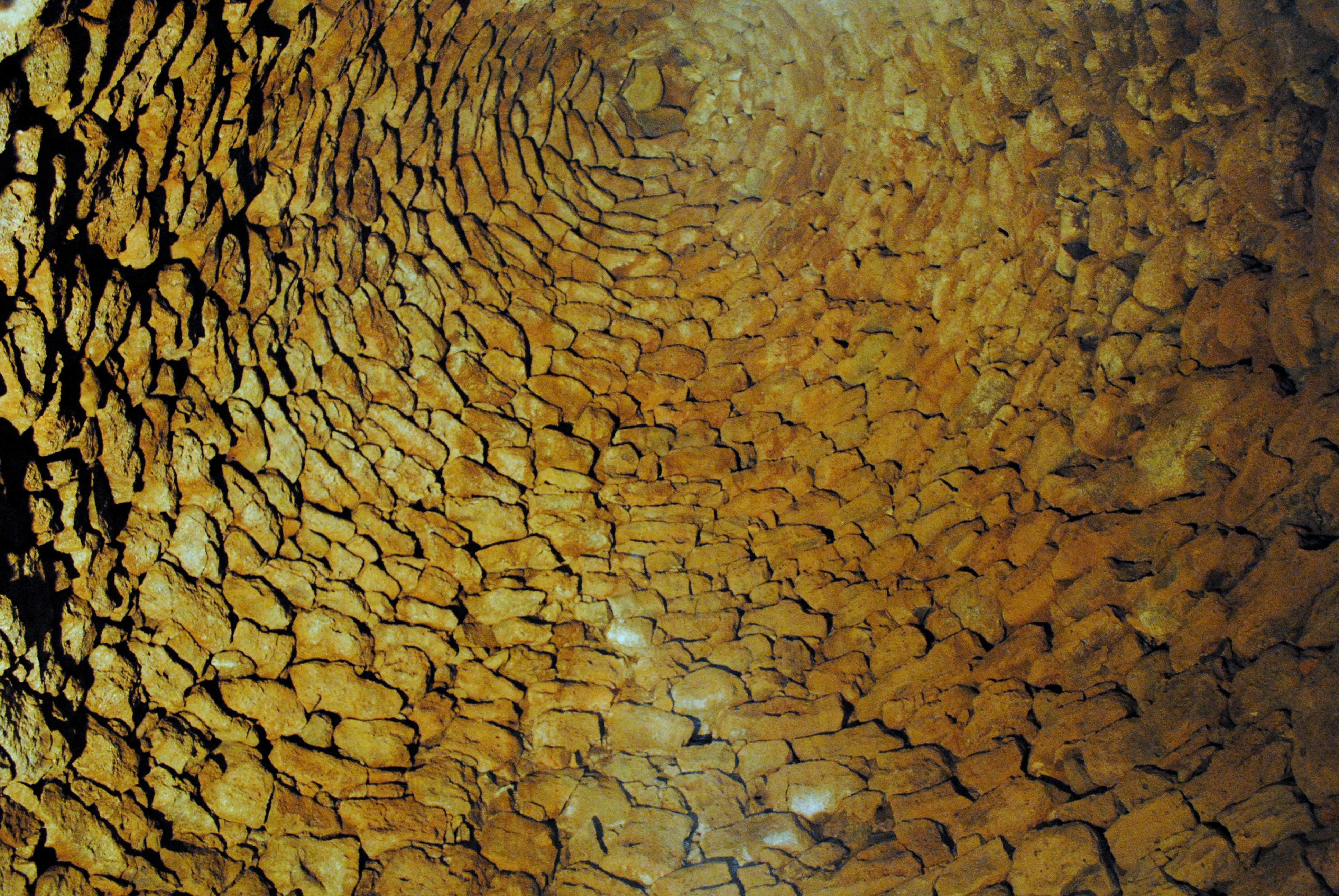
Nepravá klenba sardinského nuragu
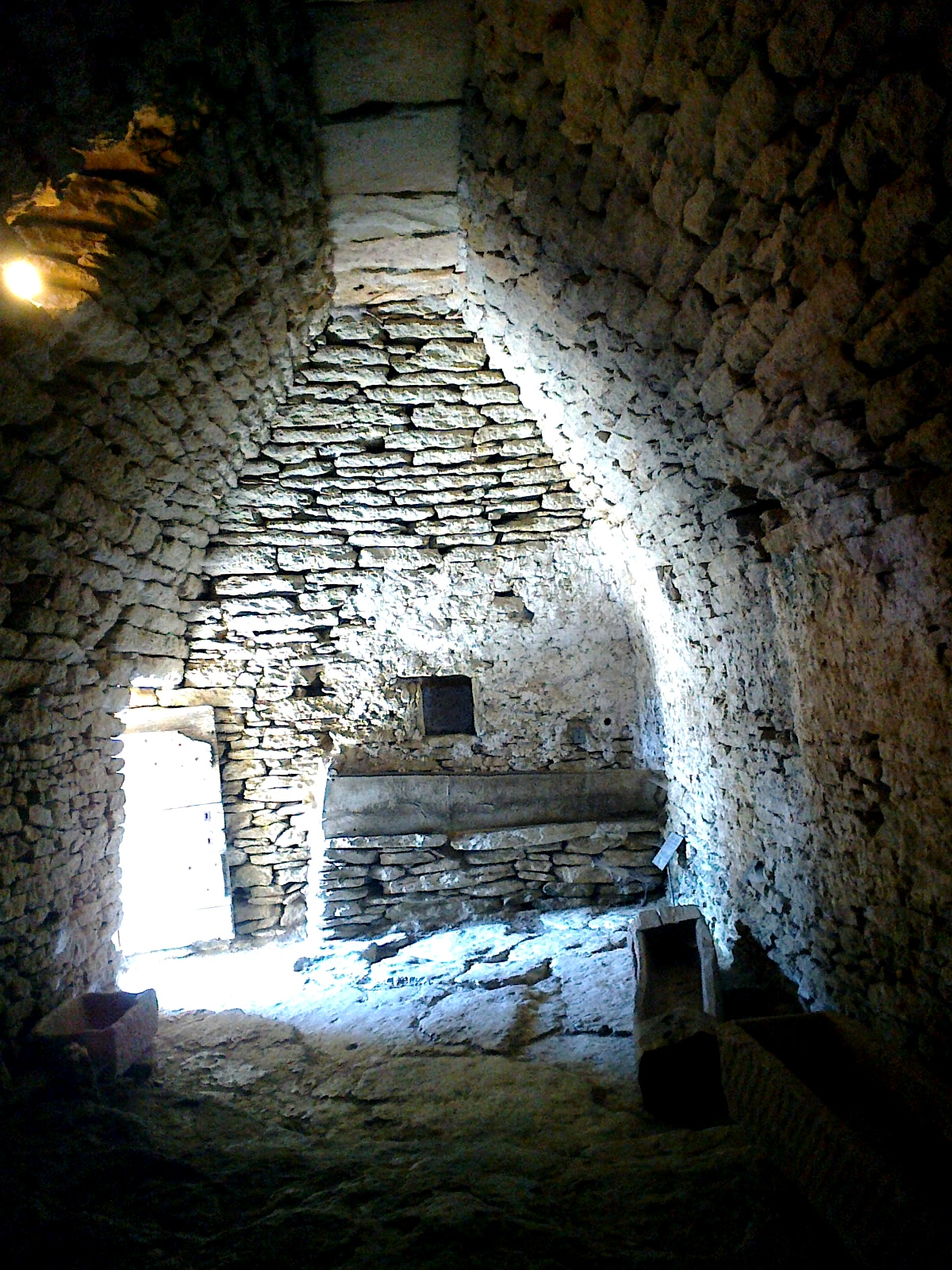
Bories – provensálské domy